# Very Small Array
Very Small Array je systém čtrnácti radioteleskopů, které pracují v pásmech 26–36 GHz (vlnové délky 1,2–0,83 cm) a zkoumají radiaci kosmického mikrovlnného pozadí. Nachází se na Tenerife, největším z Kanárských ostrovů. Funguje ve spolupráci anglické University of Cambridge a španělského Instituto de Astrofísica de Canarias.Nachází se na hranici obcí La Orotava a Güímar

## Popis
Řídící centrum observatoře se nachází v Observatorio del Teide na Tenerife. Komplex byl vybudován v místě Mullard Radio Astronomy Observatory. Jednotlivé radioteleskopy jsou ve svých výkonech srovnatelné s podobnými projekty např. BOOMERanG experiment, Millimeter Anisotropy eXperiment IMaging Array apod.

### Konstrukce
Systém sestává ze čtrnácti komponentů, které jsou vybaveny trychtýřovou reflektorovou anténou, které zaměřují přijímané signály do jednotlivých dekodérů signálu (High Electron Mobility Transistor). Komponenty jsou umístěny na výkyvných plošinách, díky kterým se mohou vychýlit až o 35° od zenitu.
Systém se využívá ve třech různých konfiguracích: „kompaktní“, „rozšířená“ a „super-rozšířená“ – každá z nich se liší jednak ve vzdálenosti, jak jsou od sebe jednotlivé komponenty vzdáleny, a také ve velikosti antén. Zatímco kompaktní konfigurace využívá antény o průměru 143 mm, rozšířená větší s průměrem 322 mm. Rozšířená konfigurace je až pětkrát citlivější než verze kompaktní.
Jednotlivé teleskopy mohou být laděny na frekvence v rozmezí 26–36 GHz s šířkou pásma 1,5 GHz
V systému slouží též dva 3,7m radioteleskopy pracujících na frekvenci 30 GHz, které monitorují zdroje v popředí.